# Foto Strakosha
Fotaq „Foto” Strakosha (Memaliaj, 1965. március 29. –) albán válogatott labdarúgókapus, edző.
Strakoshát Albánia egyik legnépszerűbb és legjobb kapusának tekintik. Húsz év során tizenegy különböző klubban játszott, kezdetben Albániában, majd 1991-ben Görögországba szerződött, és pályafutása nagy részét ott töltötte. 2005-ben vonult vissza az aktív labdarúgástól. Az albán válogatottban 73 alkalommal védett.

## Pályafutása

### Klubcsapatokban
1985-ben, szülővárosában kezdte pályafutását, majd 1988-ban a Dinamo Tirana játékosa lett. Bajnokságot nyert és kupagyőzelmet ünnepelhetett a csapattal, az 1989–90-es szezonban pedig mindhárom hazai sorozatban az élen végzett a Dinamóval. Ezt követően Görögországba szerződött, ahol pályafutása további részében játszott. 1993 és 1997 között az Olimbiakósz labdarúgója volt, akikkel 1997-ben bajnokságot, egy évvel később kupát nyert. Több kisebb görög klubban, így az Etnikósz Pireuszban, a Kalithéában, a Paniónioszban, és az Etnikósz Aszterászban is megfordult, 2005-ben, a Panióniosz játékosaként fejezte be pályafutását.

### A válogatottban
1990 és 2005 között 73 alkalommal védte az albán válogatott kapuját. Első válogatott mérkőzését 25 évesen és 62 naposan játszotta. Posztriválisai ebben az időszakban Perlat Musta és Blendi Nallbani voltak.
Debütálása alkalmával az albánok 2–0-s vereséget szenvedtek Reykjavíkban Izlandtól.

### Edzőként
2011 és 2014 között az albán U19-es válogatott edzője volt. Kapusedzőként dolgozott az Olimbiakósznál, 2017 óta a Lazio edzői stábjának a tagja.

## Családja
A dél-albániai Memaliaj városában született. Fia, Thomas Strakosha az olasz első osztályú Lazio kapusa, válogatott labdarúgó.

## Statisztikája a válogatottban
2005. február 9-én frissítve.
| Válogatott | Év       | Pályára lépés | Gól |
| ---------- | -------- | ------------- | --- |
| Albánia    | 1990     | 1             | 0   |
| Albánia    | 1991     | 2             | 0   |
| Albánia    | 1992     | 4             | 0   |
| Albánia    | 1993     | 2             | 0   |
| Albánia    | 1994     | 4             | 0   |
| Albánia    | 1995     | 6             | 0   |
| Albánia    | 1996     | 2             | 0   |
| Albánia    | 1997     | 6             | 0   |
| Albánia    | 1998     | 6             | 0   |
| Albánia    | 1999     | 7             | 0   |
| Albánia    | 2000     | 5             | 0   |
| Albánia    | 2001     | 6             | 0   |
| Albánia    | 2002     | 2             | 0   |
| Albánia    | 2003     | 11            | 0   |
| Albánia    | 2004     | 8             | 0   |
| Albánia    | 2005     | 1             | 0   |
| Összesen   | Összesen | 73            | 0   |

## Sikerei, díjai
Dinamo Tirana
- Albán bajnok: 1989–90
- Albán Kupa-győztes: 1988–89, 1989–90
- Albán Szuperkupa-győztes: 1989, 1990

Olimbiakósz
- Görög bajnok: 1996–97

Panióniosz
- Görög Kupa-győztes: 1997–98

## További információ
- Foto Strakosha adatlapja a National-Football-Teams.com oldalon (angolul)